# Haiyang (socken i Kina, Liaoning)
Haiyang (kinesiska: 海洋, 海洋乡) är en socken i Kina. Den ligger i provinsen Liaoning, i den nordöstra delen av landet, omkring 300 kilometer söder om provinshuvudstaden Shenyang. Antalet invånare är 5906. Befolkningen består av 2 865 kvinnor och 3 041 män. Barn under 15 år utgör 13,0 %, vuxna 15-64 år 77 %, och äldre över 65 år 9,0 %. Haiyang ligger på ön Haiyang Dao.
Genomsnittlig årsnederbörd är 1 172 millimeter. Den regnigaste månaden är juli, med i genomsnitt 417 mm nederbörd, och den torraste är januari, med 12 mm nederbörd.